# Mariano Abarca Roblero
Mariano Abarca Roblero (1958-2009) fue un activista mexicano que luchó contra la implantación de ingenios mineros por parte de empresas extranjeras en Chiapas.
Miembro de la Red Mexicana de Afectados por la Minería (REMA), Mariano Abarca mantuvo una lucha constante contra la trasnacional minera canadiense Blackfire Exploration, asentada en el municipio de Chicomuselo para la explotación de barita, oro y antimonio por medio de 10 concesiones mineras. Desde junio de 2009 mantuvo un plantón en la cabecera municipal con otros miembros de la REMA exigiendo la salida del municipio de Blackfire.

## Asesinato
Mariano Abarca fue asesinado la noche del 27 de noviembre de 2009 frente a su casa en Chicomuselo. Recibió disparos en la cabeza y el pecho realizados desde una motocicleta. El asesino había trabajado para Blackfire Exploration.
Anteriormente Mariano Abarca había sido secuestrado en agosto de 2009. Un día antes de morir presentó una queja contra la empresa porque durante esa semana había recibido amenazas de muerte.
Numerosas ONG, activistas y académicos acusaron a la empresa minera de estar tras el asesinato